# Erneuerungspartei
Die Erneuerungspartei (japanisch 新生党, Shinseitō; abgekürzt 新生, Shinsei; englisch Japan Renewal Party, JRP) war eine politische Partei in Japan. Sie existierte zwischen 1993 und 1994. Sie war eine der ersten neuen Parteien, die während der Krise der Liberaldemokratischen Partei (LDP) Anfang der 1990er Jahre entstand.

## Geschichte
Die Erneuerungspartei wurde am 23. Juni 1993 von Tsutomu Hata und Ichirō Ozawa gegründet, die die LDP nach einem Führungsstreit mit Faktionsführer Noboru Takeshita nach mehreren Skandalen verlassen hatten. Die LDP-Abgeordneten der Hata-Ozawa-Faktion schlossen sich ihnen an, wodurch die Partei bei ihrer Gründung mit 36 Unterhaus- und 8 Oberhausmitgliedern sofort zur drittstärksten Oppositionspartei aufstieg und die LDP ihre absolute Mehrheit im Unterhaus verlor.
Bei den folgenden Unterhauswahlen 1993 gewann die Erneuerungspartei nochmal 19 Sitze hinzu und überholte damit die Kōmeitō. Nach der Wahl bildeten die bisherigen Oppositionsparteien mit Ausnahme der Kommunistischen Partei eine Koalition und drängten die LDP nach 38 Jahren aus der Regierung. Hata, der Vorsitzende der Erneuerungspartei, wurde Außenminister in der Koalition, nachdem Generalsekretär Ozawa die Koalitionsgespräche organisiert hatte.
Im April 1994 verließ die Sozialistische Partei die Regierung im Streit und die übrigen Koalitionsparteien bildeten eine Minderheitsregierung. Hata wurde Premierminister, trat aber schon nach zwei Monaten zurück und ermöglichte der LDP durch ein Bündnis mit ihren Erzrivalen, der Sozialistischen Partei, den Weg zurück an die Macht.
In der Folge dieses Rückschlags verhandelten die nun wieder in die Opposition gezwungenen Parteien über die Bildung einer gemeinsamen Partei zur Bündelung ihrer Kräfte. Alle Mitglieder der Erneuerungspartei schlossen sich der neuen Partei, der Shinshintō, an und mit dem Gründungsparteitag der Shinshintō am 10. Dezember 1994 hörte die Erneuerungspartei auf, als eigenständige Kraft zu existieren.